# Ahnif
Ahnif là một đô thị thuộc tỉnh Bouira, Algérie. Dân số thời điểm năm 2002 là 10.268 người.